# JeemTV
JeemTV, antes llamado  Canal Infantil Al Jazeera (en inglés: Al Jazeera Children's Channel, abreviado JCC; en árabe:  تلفزيون ج) es un canal de televisión en lengua árabe orientado a los niños. Como canal educativo, pretende promover el desarrollo infantil y adolescente, impulsando el aprendizaje de una manera divertida.
Lanzado el 9 de septiembre de 2005 por la televisión internacional Al Jazeera, está dirigido a niños de entre tres y quince años. Está disponible en muchos del Oriente Medio y las partes de Europa. Retransmite 18.5 horas un día en días laborables y 19 horas en fines de semana, y anuncia que produce aproximadamente 40% de programas propios.
Las sedes del canal están en la Ciudad Educativa en Doha, Catar, y tiene oficinas regionales en Ammán, Beirut, El Cairo, París y Rabat. Tiene una plantilla de más de 230 empleados. La segunda esposa del ex Emir de Catar, la Jequesa Moza bint Nasser al-Missned, fue pieza clave en la creación del canal. La Fundación de Catar financió el Canal Infantil de Al Jazeera.
A partir del 1 de abril de 2016 el canal fue adquirido por beIN Media Group

## Programación
El contenido que presenta a los niños incluye programas de debate, programas educativos que cubren temas como ciencia, tecnología y deportes, concursos y programas de juegos, y programas de dibujos animados y animación. El canal produce algunas de sus propias series de televisión de dibujos animados y otras animaciones, como My Arabian House (en inglés, Mi Casa Árabe), que se estrenó en 2007 y contó con imagen real  y títeres. JeemTV también participa en coproducciones con otros canales infantiles de servicio público en todo el mundo. El contenido restante se compone de programas del mercado internacional. El material en lengua extranjera se traduce al árabe, ya sea mediante voz en off, doblaje o subtítulos. 
JeemTV desarrolló su programa multimedia para el aprendizaje y la creatividad con un sitio web interactivo. El sitio web es bilingüe en árabe e inglés y ofrece más de 200 horas de material educativo y de entretenimiento. Los miembros también pueden cargar sus imágenes y videos y compartirlos con otros niños de todo el mundo.
Desde el 16 de enero de 2009, la programación para el sector preescolar, de 3 a 6 años, se presenta bajo el título Baraem.